# الحايط الفوقي بني حرشان (بني حرشان)
الحايط الفوقي بني حرشان هي إحدى مشيخات المملكة المغربية، تتبع جغرافيا لإقليم تطوان وإداريًا لبني حرشان. يقدر عدد سكانها بـ 4154 نسمة حسب الإحصاء الرسمي للسكان والسكنى لسنة 2004.